# Patones
Patones es un municipio español situado al nordeste de la Comunidad de Madrid. Su población, de 602 habitantes (INE 2024), se reparte entre las localidades de Patones de Arriba y Patones de Abajo. La primera de ellas es un ejemplo de la arquitectura negra y debido a su patrimonio en buen estado de conservación fue declarada bien de interés cultural. En la segunda se encuentra la sede del ayuntamiento.
En su término municipal se encuentran los despoblados de Navarejos y San Román de Pradales, fundados por repobladores provinientes de Navares de las Cuevas (Segovia).

## Entorno

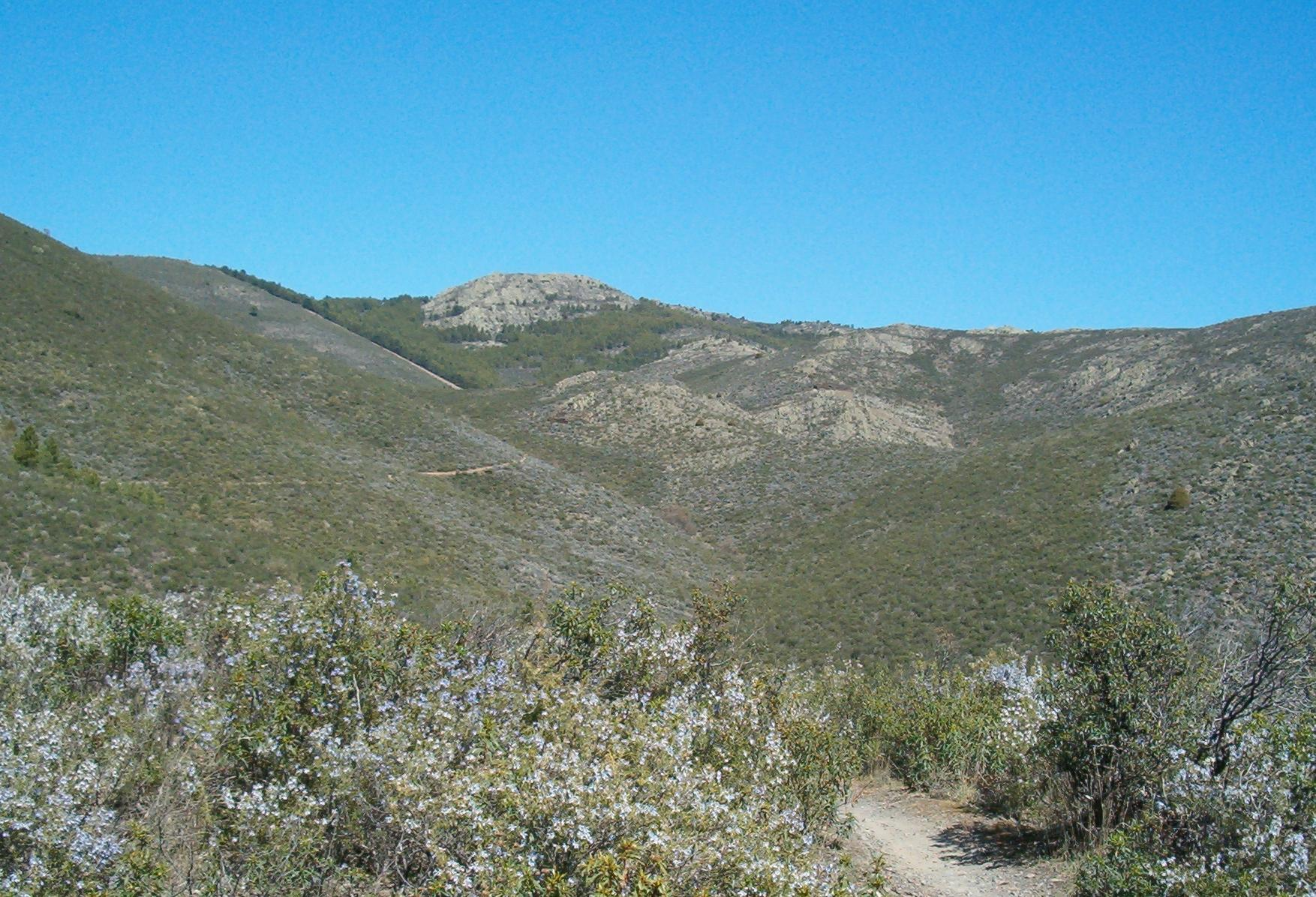
Vista del Cancho de la Cabeza (1264 m)

Patones de Arriba se encuentra en un área de monte bajo rocoso tapizado de arbustos como jara y retama, apareciendo bosquetes de pino resinero en la cara norte del monte. En la vega del río Jarama donde se encuentra Patones de Abajo se desarrolla el bosque de ribera, además, el suelo es muy rico y favorece gran variedad de cultivos, como de cereales, viña y olivares.

## Historia
Se han encontrado recientemente importantes restos arqueológicos, los más importantes en la cueva del Reguerillo. También en 1974 se descubrió un castro carpetano, del siglo II a. C. Algunos dicen que Patones data de la Reconquista.
En 1555 Patones de Arriba ya existía, tenía 7 vecinos, y era dependiente de Uceda. Hubo reyes del pueblo, que eran hereditarios, hasta 1750, cuando se pidió que empezara a haber alcalde. Antonio Ponz escribió en 1781 sobre el reino de Patones lo que sigue:

Como a mitad de camino entre Torrelaguna y Uceda se ve a mano izquierda una gran abertura en la cordillera, que cierra un pequeño valle, llamado "Lugar de Patones" sobre el cual sería delito no contar una célebre antigualla, que es la siguiente: En aquella desgraciada edad en que los sarracenos se hicieron dueños de España, ya se sabe que muchos de sus moradores huyeron a las montañas y a los parajes más escondidos y retirados. Algunos buenos cristianos de la tierra llana decidieron, pues, introducirse por la expresada abertura, buscando en lo interior de la sierra cuevas donde esconderse, y fue de tal suerte, que no cuidando los enemigos de territorio tan áspero y quebrado, pudieron aquellos godos fugitivos vivir en él todo el tiempo del poderío musulmán, manteniendo sus costumbres, creencias y sustentándose de la caza, pesca, colmenas, ganado cabrío y del cultivo de algunos centenos, como lo hacen también ahora.

Estos hombres, que se llamaron los Patones, eligieron entre ellos a la persona de más probidad para que les gobernase y decidiese sus disputas, de cuya familia era el sucesor, y así se fueron manteniendo de siglo en siglo con un gobierno hereditario, llamando a su cabeza "Rey de los Patones". No es esto lo más gracioso, sino que después de haber recobrado España su primitiva libertad, y sacudido totalmente el yugo de los sarracenos, se ha conservado entre los Patones este género de Gobierno (bien que subordinado a los Reyes de España y a su Consejo) hasta nuestro días, en que el último rey de Patones solía ir a vender algunas carguillas de leña a Torrelaguna, en donde le han conocido varios sujetos, que le trataron y me han hablado de él.
Este hombre, que era pacífico y enemigo de chismes, se dejó de cuentos, y comprobando que sus súbditos se situaban ya en el boquete, a vistas a la llanura, hubo de barruntar alguna inundación de las fórmulas legales de su reino (donde los juicios eran verbales, sin autos, pedimentos, ni traslados), o acaso la ocupación del Gobierno le impidese atander debidamente a su propia subsistencia, por lo que abandonó su trono; de modo que los Patones, viéndose sin pastor, se sujetaron espontáneamente a la jurisdicción y al corregimiento de Uceda, de la cual hoy es aldea el Reino Patónico.
Al someterse, los independientes súbditos perdieron mil apreciables y antiguas prerrogativas, y no es poca cuando el Consejo Real de la España comunicaba órdenes y decretos a los capitanes generales, gobernadores y justicias, escribía separadamente para su observancia al que regía este antiquísmo pueblo, en esta forma: "Al Rey de Patones". No hay que reírse que esto bien puede probarse en Madrid, a pocas diligencias que se hagan; y aun tengo entendido que Su Majestad, el señor don Fernando VI, quiso informarse de las circunstancias del reino de los Patones... ¡Cuantas reflexiones morales y políticas me viene a la imaginación! Un reino hereditario de mil años por lo menos, gobernados en profunda paz, sin otras reglas que la razón natural; un pueblo conservado en medio de España, en el cual no pudo hacer brecha el Corán, ni tanto errores como después fueron viniendo; un reino contento con la angostura de sus límites, sin dar entrada a otras costumbre, ni trajes, ni más idea que la de cultivar bien su estrecho territorio, ni más cuidado que los de sus colmenas y su ganado; los hijos de las familias sujetos a los padres, y todos ellos obedientes a su rey..

Queden, por lo tanto, los lectores instruidos de esta singular Monarquía Platónica, de su principio, duración y fin; y aunque alguien diga (que bien se dirá) ¿cómo es posible que existiese eso a doce leguas de Madrid, sin saberlo yo, ni haber oído hablar a alma viviente? no me casusará maravilla, pues yo me hallaba en el mismo caso. Sabido es cuál suele ser nuestra curiosidad por indagar lo que sucede a dos o tres mil leguas de aquí, ignorando lo que hay en nuestra propia casa..

El 3 de agosto de 1769 se concedió a Patones el título de aldea independiente de la villa de Uceda, momento en el que posiblemente desapareció la figura del Rey de Patones. El recuerdo del Rey de Patones ha quedado también entre los artistas. Se encuentra esta cita en la Guía de la provincia de Madrid de Antonio Cantó «Yo llegué a presenciar en el salón de Otoño de año 1925, un cuadro que represntaba al último rey de Patones, con capa parda hasta los pies, a, modo de manto real y un sobrero calañés ciñendo sus sienes en sustitución de la corona, guiando un borriquillo».

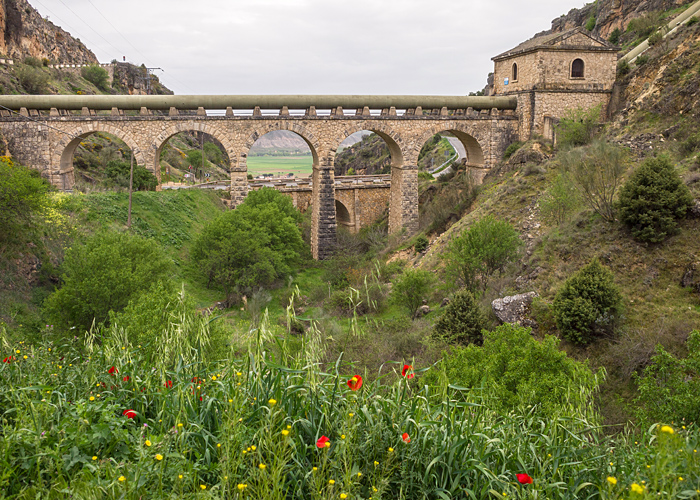
Acueducto del Canal de Isabel II

Desde el siglo XVIII la historia de Patones estuvo marcada por la construcción de distintas infraestructuras hidráulicas. La primera, el canal de Cabarrús, un sistema de riego que abastecía las huertas de Patones, Uceda, Torremocha y Torrelaguna. En el siglo XIX, reinando Isabel II, se construyó la presa del Pontón de la Oliva y el canal que transporta el agua hasta la actual calle de Bravo Murillo en Madrid. La última, la presa del Atazar en los años 1970.

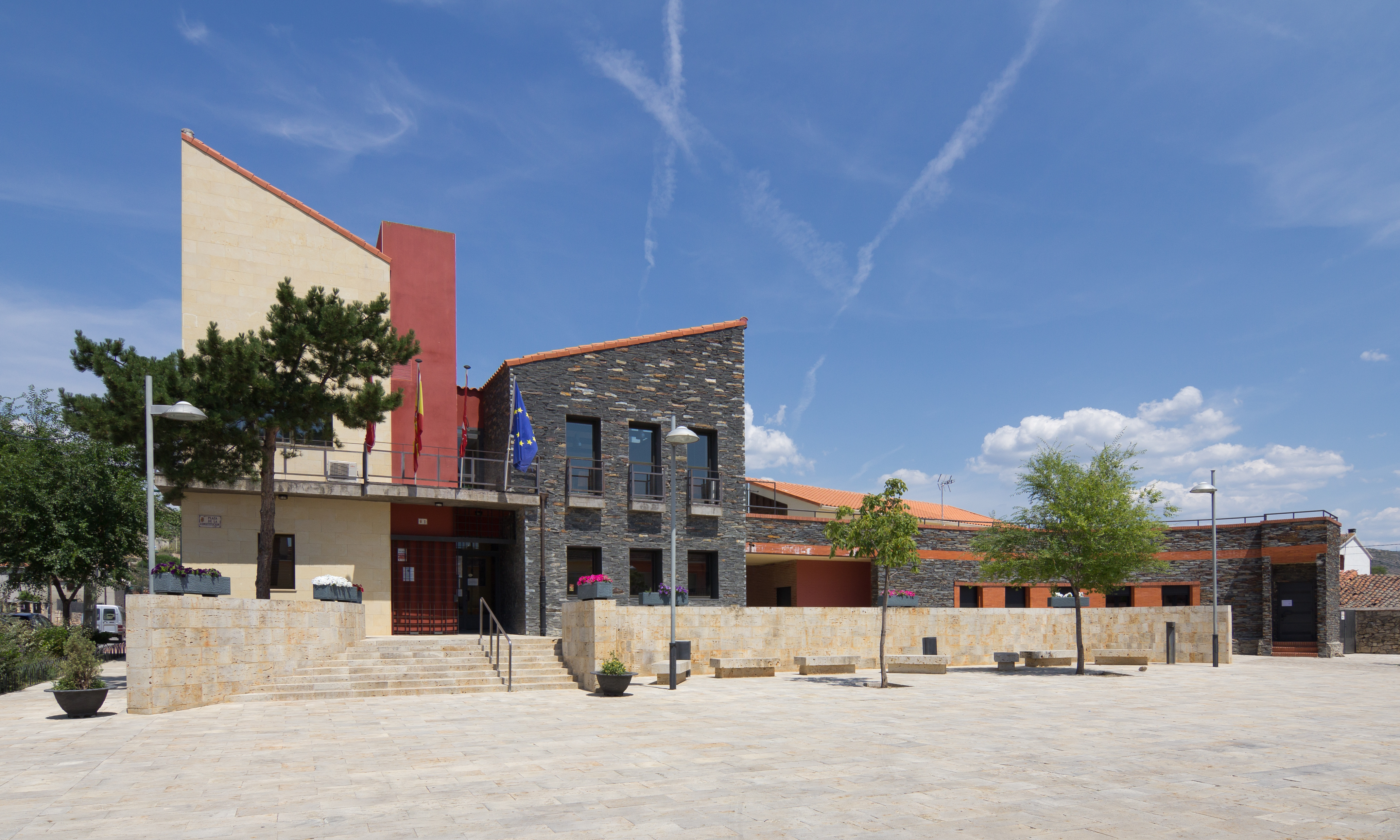
Casa consistorial en Patones de Abajo

Patones de Abajo se creó sobre 1940, después de la guerra civil española. Se fundó gracias a que los habitantes de Patones de Arriba se trasladaron a vivir abajo por la vega del río Jarama y se construyó la carretera M-102, que comunicaba el municipio con Torrelaguna. El pueblo de Patones de Abajo después de fundarse se comenzó a poblar en 1960. 
En 1999 Patones de Arriba fue declarado Bien de Interés Cultural y continuó su desarrollo turístico hasta la actualidad. Hoy residen en este pequeño núcleo urbano de forma permanente unos 20 vecinos, siendo la actividad principal el turismo rural y el sector terciario. Patones de Abajo, por su parte, es el área residencial moderna que aglutina la vida diaria de la mayoría de los vecinos de Patones.

## Demografía
Cuenta con una población de 602 habitantes (INE 2024).
| Gráfica de evolución demográfica de Patones entre 1842 y 2021                                                         |
| |
| Población de derecho según los censos de población del INE. Población de hecho según los censos de población del INE. |

## Administración y política
Lista de alcaldes
| Periodo   | Nombre                   | Partido |
| --------- | ------------------------ | ------- |
| 1979-1983 | Luis Lozano Prieto       | Ind.    |
| 1983-1987 | Vicente Peña Iniesta     | Ind.    |
| 1987-1991 | José Manuel Herrero Sanz | PSOE    |
| 1991-1995 | José Manuel Herrero Sanz | PSOE    |
| 1995-1999 | José Manuel Herrero Sanz | PSOE    |
| 1999-2003 | José Manuel Herrero Sanz | PSOE    |
| 2003-2007 | José Manuel Herrero Sanz | PSOE    |
| 2007-2011 | José Manuel Herrero Sanz | PSOE    |
| 2011-2015 | Eladio Hernández Gil     | PP      |
| 2015-2019 | Óscar Sanz García        | PSOE    |
| 2019-2023 | Óscar Sanz García        | PSOE    |
| 2023-act. | Luis Arriazu García      | PSOE    |

## Transporte público
Patones tiene tres líneas de autobús. Una de ellas tiene cabecera en el Intercambiador de Plaza de Castilla. Las otras dos líneas comunican Patones con otros municipios de la zona.
| Línea | Recorrido                                |
| ----- | ---------------------------------------- |
| 197   | Madrid (Plaza de Castilla) - Torrelaguna |
| 197A  | Torrelaguna - Patones - Uceda            |
| 913   | Torrelaguna - Patones                    |

Sólo algunas de las expediciones de la línea 197 prestan servicio al municipio, terminando la mayoría en Torrelaguna y siendo necesario enlazar con la línea 197A y línea 913. Se recomienda consultar horarios.

## Símbolos
El escudo heráldico y la bandera que representan al municipio fueron aprobados oficialmente el 22 de abril de 1992. El escudo se blasona de la siguiente manera:

Escudo partido. Primero de gules, una torre de oro; segundo, de oro, un enebro de su color con una cabra de sable empinada al tronco, sobre ondas de azur y plata. Timbrado la Corona Real Española.
Boletín Oficial del Estado nº 134 de 4 de junio de 1992

La descripción textual de la bandera es la siguiente:

Bandera proporciones 2:3, de color rojo carmesí y cargada en su centro con el Escudo Municipal timbrado.
Boletín Oficial del Estado nº 134 de 4 de junio de 1992

## Educación
En Patones hay una guardería (pública).

## Patrimonio

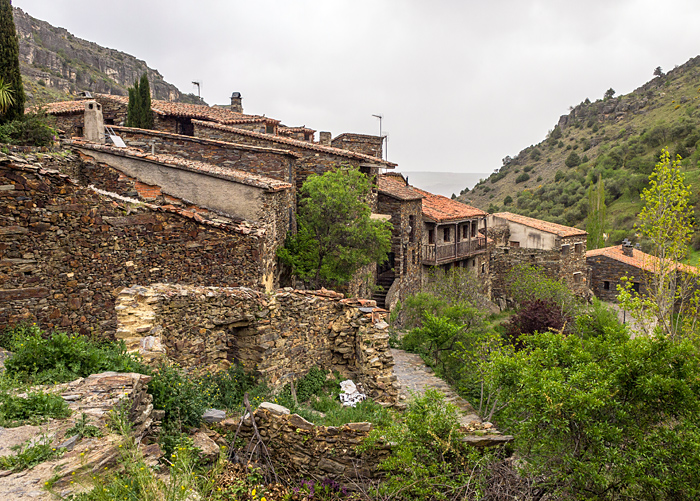
Arquitectura negra de pizarra en Patones de Arriba

- Arquitectura negra: Patones de Arriba ofrece una de las muestras más representativas de arquitectura negra en la Comunidad de Madrid. Mediante esta denominación se conoce un tipo de arquitectura rural que emplea como elemento constructivo principal la pizarra, roca muy abundante en la zona. Casi todos los edificios de Patones de Arriba están levantados con este material, incluso las construcciones y reconstrucciones llevadas a cabo en las últimas décadas del siglo XX.

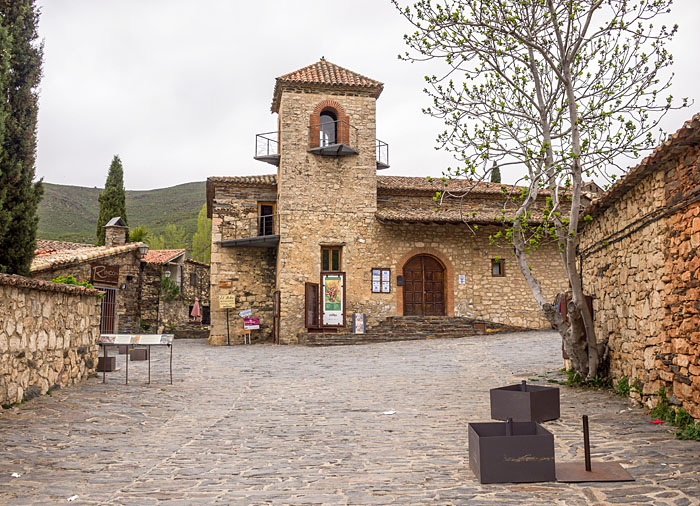
Iglesia de San José en Patones de Arriba

- Iglesia de San José: Se solicitó su construcción por el arzobispo de Toledo en 1653; está dedicada a exposiciones y promoción turística.
- Ermita de la Virgen de la Oliva: Se encuentra a unos cuatro kilómetros del casco urbano de Patones. Es de estilo románico-mudéjar y probablemente fue edificada en los siglos XII-XIII.
- Yacimiento arqueológico del castro Dehesa de la Oliva: De origen prerromano, sus pobladores vieron transformados sus modos de vida y costumbres con la conquista romana, y convertido su castro en una ciudad planificada dotada de calles, infraestructuras hidráulicas y edificios públicos. Tras su abandono como lugar residencial, la cumbre del monte fue utilizada como necrópolis entre los siglos V y VI d. C.
- Cueva del Reguerillo: Se trata de la cavidad más importante de la Comunidad de Madrid, tanto en aspectos científicos como espeleo-deportivos. Se accede a través de la carretera que une Torrelaguna con El Atazar, pasando por Patones de Arriba.
- Pontón de la Oliva. Esta presa fue levantada en la segunda mitad del siglo XIX, en el contexto de las obras de construcción del Canal de Isabel II, dirigidas al abastecimiento de agua a la ciudad de Madrid. Nunca pudo ser explotada adecuadamente por las filtraciones del terreno donde se ubicó. Dos años después de su inauguración fue necesario construir una prolongación del canal, aguas arriba, y construir también una nueva pequeña presa (Navarejos) para desde ella derivar el agua hacia Madrid.

## Fiestas
- La Candelaria: Se celebra el día 2 de febrero, día de la presentación de Jesús en el templo. El día anterior se realiza una ofrenda floral a la Virgen. Por la mañana se celebra una eucaristía, seguida de procesión por la tarde. Desde hace unos años se sube en procesión con antorchas hasta Patones de Arriba.
- Carnaval: De fecha variable en febrero, se celebran concursos de disfraces.
- San José: Se celebra el 19 de marzo. Da nombre a la iglesia de Patones de Abajo (Iglesia de San José).
- San Juan: Es el 24 de junio. Es la fiesta mayor del pueblo en la que existe verbena, fuegos artificiales, hoguera con sardinada, etc.
- Pre-nochevieja almendrera: Cada año Patones celebra la pre-Nochevieja la tarde del 30 de diciembre.